# Conistra rufospadicea
Conistra rufospadicea là một loài bướm đêm trong họ Noctuidae.